# Governo di Nauru
Il governo di Nauru (in inglese Cabinet of Nauru) è il ramo esecutivo delle istituzioni della Repubblica di Nauru, piccolo stato insulare dell'Oceano Pacifico. Gli articoli 17 comma 1 e 2 della costituzione di Nauru stabiliscono che il governo è posto sotto il controllo del parlamento e deve rispondere dei suoi atti dinanzi allo stesso. Presidente del Consiglio dei ministri è lo stesso Presidente di Nauru, che nomina fino a cinque ministri. Costoro entrano in carica previo giuramento.

## Esecutivo in carica
Il governo attualmente in carica, presieduto da Baron Waqa, s è insediato il 13 giugno 2013:
| Nome             | Deleghe |
| ---------------- | --- |
| Baron Waqa       | Presidente Servizi pubblici Forze di polizia e servizi d'emergenza Affari esteri e commercio Cambiamenti climatici                                  |
| David Adeang     | Vicepresidente Finanze e sviluppo sostenibile Giustizia Responsabile attività della Eigigu Holdings Corporation Trasporti aerei                     |
| Valdon Dowiyogo  | Salute Trasporti Sport Commercio del pesce |
| Aaron Stein Cook | Commercio, industria e ambiente Responsabile dell'estrazione del fosfato Responsabile attività della Nauru Rehabilitation Corporation               |
| Charmaine Scotty | Affari interni Educazione e politiche giovanili Governo del territorio                                                                              |
| Shadlog Bernicke | Gestore del fondo d'investimento dei proventi dell'estrazione del fosfato Telecomunicazioni Responsabile attività della Nauru Utilities Corporation |